# Conde de Lincoln

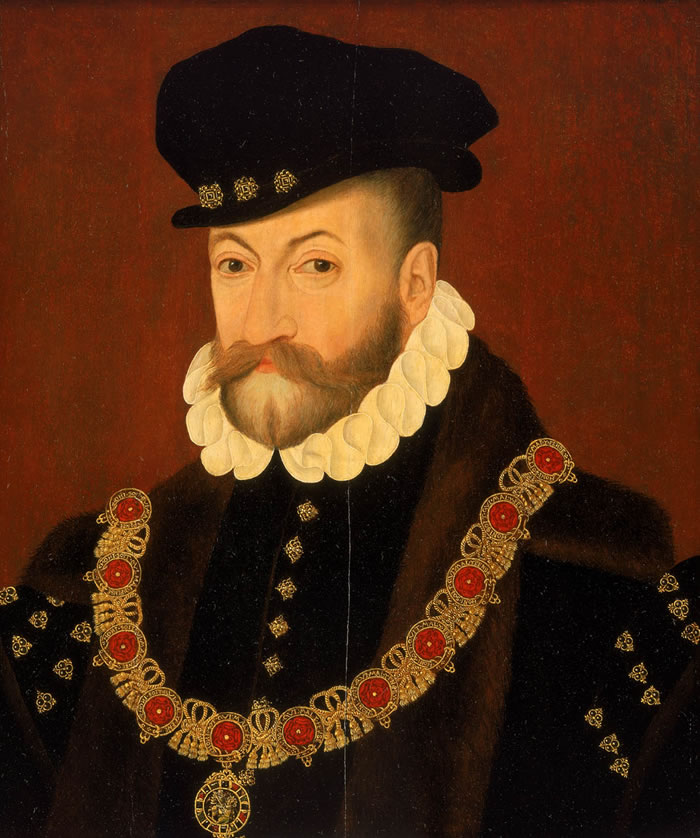
Edward Clinton (1512–1585), 1.º Conde de Lincoln (oitava criação do título)

Conde de Lincoln é um título que foi criado oito vezes no Pariato da Inglaterra, mais recentemente em 1572. O condado foi mantido como um título subsidiário pelos duques de Newcastle-under-Lyne, de 1768 a 1988, até que o ducado foi extinto.

## Condes de Lincoln, primeira criação (1141)
- William d'Aubigny, 1.º Conde de Lincoln e 1.º Conde de Arundel ( c. 1109–1176)

O condado foi criado pela primeira vez provavelmente por volta de 1141, quando William d'Aubigny, 1.º Conde de Arundel, é mencionado como Conde de Lincoln em 1143 em duas cartas para a Abadia de Affligem, representando sua esposa Adeliza de Louvain, ex-esposa do Rei Henrique I.

## Condes de Lincoln, segunda criação (após 1143)
- William de Roumare, Conde de Lincoln (1096–1155) (revertido para a Coroa)

O condado foi criado pela segunda vez pelo Rei Stephen em algum momento depois de 1143 para William de Roumare . Entretanto, em 1149 ou 1150, quando William passou para o lado da Imperatriz Matilda, o Rei Stephen tomou o condado dele e elevou Gilbert de Gant como Conde de Lincoln.

## Condes de Lincoln, terceira criação (cerca de 1149)
- Gilbert de Gant, Conde de Lincoln (1120–1156) (revertido para a Coroa)

O Condado foi criado pela terceira vez pelo Rei Stephen em 1149 ou 1150 para Gilbert de Gant, mas após sua morte em 1156, ele voltou para a Coroa.

## Condes de Lincoln, quarta criação (1217)
O condado foi criado pela quarta vez em 1217 durante o reinado de Henrique III (1207–1272) para Ranulph de Blondeville. Ele não teve nenhum problema. Em abril de 1231, com o consentimento do rei, antes de sua morte, ele passou o condado para sua irmã Hawise de Chester, e ela foi formalmente investida pelo rei Henrique III em outubro de 1232. O consentimento real era necessário para isso porque, de outra forma, o Condado teria revertido para a Coroa na ausência de um herdeiro legítimo do sexo masculino. Ela, por sua vez, passou o condado, novamente com o consentimento do rei, conjuntamente para sua filha Margaret de Quincy (falecida em 1266), que assim se tornou suo jure, 2.ª condessa de Lincoln, e para o marido desta última (genro de Hawise), John de Lacy (c. 1192–1240), 8º barão de Halton, 8.º condestável hereditário de Chester e barão de Pontefract. Eles foram formalmente investidos por Henrique III em novembro de 1232. Há dúvidas se seu filho Edmund de Lacy (1230–1258) se tornou conde de Lincoln, já que ele faleceu antes de sua mãe, mas não de seu pai: The Complete Peerage o descreve como o terceiro conde, observando que "ele não parece ter sido formalmente investido no condado, presumivelmente porque sua mãe sobreviveu a ele".  O filho de Edmund, Henry de Lacy, 4.º Conde de Lincoln, casou-se com Margaret Longespée. Sua filha Alice de Lacy sucedeu como 5.ª Condessa e se casou com Thomas, 2.º Conde de Lancaster. Ela não teve filhos e, portanto, com a morte de Alice em 1348, o condado foi extinto. 
- 1217–1231 Ranulf de Blondeville, 1.º Conde de Lincoln (1172–1232)
- 1231–1232 Hawise de Chester, suo jure 1.ª Condessa de Lincoln (1180–c. 1242) (recebido como doação inter vivos em abril de 1231)
- 1232–1266 Margaret de Quincy, suo jure 2.ª Condessa de Lincoln ( c. 1206–1266) (recebida em 23 de novembro de 1232 como presente inter vivos de sua mãe Hawise de Chester )
  - 1232–1240 John de Lacy, 2.º conde de Lincoln (1192–1240) (detido em conjunto com sua esposa) [3]
- Edmund de Lacy, Barão de Pontefract (1230–1258), filho, nunca "foi formalmente investido no condado, presumivelmente porque sua mãe sobreviveu a ele" [4]
- 1272–1311 Henry de Lacy, 4.º conde de Lincoln (1251–1311), filho, durante cuja tutela o condado foi administrado por sua mãe Alice de Saluzzo de 1266 a 1272
- 1311–1348 Alice de Lacy, suo jure 5.ª Condessa de Lincoln (1281–1348), com cuja morte sem descendência o título foi extinto. [5]

A lista acima não contém os homens que se tornaram Condes de Lincoln por direito de suas esposas que eram Condesas de Lincoln suo jure, exceto John de Lacy, 2.º Conde de Lincoln. Ele está incluído na lista acima porque foi criado Conde de Lincoln por Carta Régia (junto com sua esposa Margaret de Quincy, Condessa de Lincoln ). Os outros homens que se tornaram Condes de Lincoln por direito de suas esposas foram:
- Walter Marshal, 5.º Conde de Pembroke, casou-se com Margaret de Quincy em janeiro de 1242 e morreu em novembro de 1245.
- Thomas de Lancaster, marido de Alice de Lacy, tornou-se conde de Lincoln com a morte de seu sogro em fevereiro de 1311, morreu em março de 1322
- Sir Eubulus le Strange, casou-se com Alice de Lacy antes de novembro de 1324, morreu em setembro de 1335
- Hugh de Freyne, casou-se com Alice de Lacy antes de março de 1336, morreu c. janeiro de 1337

Como Conde de Lincoln, esses maridos tinham imenso poder, com o direito de controlar as propriedades de suas esposas.
A lista acima também não inclui Margaret Longespée, que era Condessa de Salisbury por direito próprio, mas Condessa de Lincoln apenas por direito de seu marido Henry de Lacy, 3.º Conde de Lincoln.

## Condes de Lincoln, quinta criação (1349)
- Henrique de Grosmont ( c. 1310 ), Conde de Lincoln (1349–1361)

Brasão de Henrique Grosmont, Duque de Lancaster e Conde de Lincoln, o brasão real do Rei Henrique III, um emblema da França de três pontas. Elas foram herdadas de seu avô, Edmund Crouchback, segundo filho de Henrique III.

O condado foi criado pela quinta vez no ano seguinte, 1349, quando foi revivido para o sobrinho de Alice, Henrique de Grosmont, que mais tarde foi promovido a duque de Lancaster.  Foi extinto após sua morte em 1361.

## Condes de Lincoln, sexta criação (1467)
- John de la Pole, conde de Lincoln (1462–1487)

Brasão de John de La Pole, Conde de Lincoln (sexta criação). O rótulo argent (branco) diferencia seu brasão daquele de seu pai, o Duque de Suffolk.

O condado foi criado pela sexta vez em 1467 para John de la Pole. Ele era o filho mais velho de John de la Pole, 2.º Duque de Suffolk, e Elizabeth de York. Ele faleceu antes de seu pai, e o título foi extinto com sua morte em 1487.

## Condes de Lincoln, sétima criação (1525)
- Henry Brandon, Conde de Lincoln (1523–1534)

O condado foi criado pela sétima vez em 1525 para Lorde Henry Brandon. Ele era o segundo filho de Charles Brandon, 1.º Duque de Suffolk, com sua esposa Mary Tudor. Ele morreu aos onze anos de idade em 1534, quando o título foi extinto.

## Condes de Lincoln, oitava criação (1572)
Esta criação do Condado foi feita pela oitava vez em 1572 para o comandante naval Edward Clinton, 9.º Barão Clinton. Ele serviu como Lorde Alto Almirante sob Eduardo VI, Maria I e Elizabeth I. Ele foi sucedido por seu filho, o segundo conde. Ele representou Launceston e Lancashire na Câmara dos Comuns. Seu filho, o terceiro conde, foi membro do Parlamento por Great Grimsby e Lincolnshire. Em 1610, ele foi convocado para a Câmara dos Lordes por meio de um mandado de aceleração do título júnior de seu pai, Barão Clinton.
Seu bisneto, o quinto conde, morreu sem deixar descendentes em 1692, separando assim o condado e a baronia. A baronia caiu em suspenso entre suas tias. Ele foi sucedido no condado por seu primo de segundo grau, o sexto conde. Ele era neto de Sir Edward Clinton, o segundo filho do segundo conde. Seu filho, o sétimo conde, serviu como tesoureiro das Forças Armadas, como condestável da Torre e como tesoureiro da casa. Lorde Lincoln casou-se com Lucy Sydney (falecida em 1736), filha de Robert Sydney, 2.º Conde de Leicester.
Seu filho mais velho, o oitavo conde, morreu quando criança e foi sucedido por seu irmão mais novo, o nono conde. Ele foi Cofrente da Casa Real e Lorde Tenente de Nottinghamshire e Cambridgeshire . Ele se casou com sua prima Catherine Pelham (falecida em 1760), filha e herdeira do Rt Hon. Henry Pelham . Em 1756, seu tio, o Duque de Newcastle upon Tyne, foi nomeado Duque de Newcastle-under-Lyne, com o restante para seu sobrinho Lorde Lincoln, e com a morte do Duque em 1768, Lincoln o sucedeu como segundo Duque de Newcastle-under-Lyne, de acordo com o restante especial. Ele assumiu pela Licença Real o sobrenome adicional de Pelham no mesmo ano.
Os dois filhos mais velhos do duque, George Pelham-Clinton, denominado Lorde Clinton, e Henry Pelham-Clinton, denominado Conde de Lincoln, faleceram antes dele. Ele foi então sucedido por seu terceiro filho, o terceiro duque, que era major-general do Exército . Após sua morte prematura, os títulos passaram para seu filho, o quarto duque. Ele serviu como Lorde Tenente de Nottinghamshire de 1809 a 1839. Ele foi sucedido por seu filho, o quinto duque, um político proeminente que ocupou o cargo de Secretário-Chefe para a Irlanda, como Secretário de Estado para as Colônias e como Secretário de Estado para a Guerra . Seu filho mais velho, o sexto duque, representou Newark na Câmara dos Comuns por um breve período; ele se casou com Henrietta Adele, a rica herdeira e filha do Henry Thomas Hope.
Ele foi sucedido por seu filho mais velho, o sétimo duque, que morreu sem filhos e foi sucedido por seu irmão mais novo. Em 1881, o oitavo duque assumiu, por Licença Real, o sobrenome adicional de Hope ao herdar as substanciais propriedades de Hope por meio de sua avó paterna. Após sua morte, os títulos passaram para seu único filho, o nono duque. Ele teve duas filhas, mas nenhum filho, e foi sucedido por seu primo de terceiro grau, o décimo duque. Ele era bisneto de Lord Charles Pelham-Clinton, segundo filho do quarto duque. Ele morreu solteiro em dezembro de 1988, tendo mantido os títulos por apenas um mês. Com sua morte, o ducado foi extinto, enquanto ele foi sucedido no condado por seu parente distante, o décimo oitavo conde, um descendente na décima geração (via Clinton Fiennes-Clinton  ) do Hon. Sir Henry Fynes-Clinton, terceiro filho do segundo conde. Lorde Lincoln viveu toda a sua vida na Austrália e, segundo relatos, soube de sua sucessão por meio de um jornal britânico. Ele escreveu um livro: Memórias de um Conde Embrião . Desde 2025  o título é detido por seu neto, o décimo nono conde, cujo pai morreu em 1999. Membro da Sociedade Zoológica de Londres, o atual conde vive na Austrália Ocidental. 
Vários membros da família Clinton também ganharam destaque. Edward, Lorde Clinton, filho do quarto conde, foi membro do Parlamento por Callington . O almirante honroso George Clinton, filho mais novo do sexto conde, foi um comandante naval, político e administrador colonial. Seu filho, o general Sir Henry Clinton, foi comandante-chefe da América do Norte Britânica de 1778 a 1782. Seus filhos, o general Sir William Henry Clinton e o tenente-general Sir Henry Clinton, também foram comandantes militares bem-sucedidos. Lord Edward Pelham-Clinton, segundo filho do quinto duque, era um soldado e cortesão.

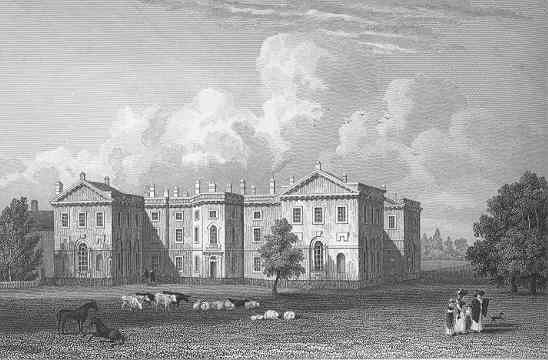
Clumber Park, Nottinghamshire em 1829

A sede dos Duques de Newcastle era Clumber House, perto de Worksop, Nottinghamshire. Entretanto, a casa foi demolida em 1938. A propriedade ao redor foi vendida ao National Trust em 1946 e agora é um parque rural com uma horta murada, aberta ao público.
Uma extensa coleção de documentos da família Pelham-Clinton, duques de Newcastle, está depositada no Departamento de Manuscritos e Coleções Especiais da Universidade de Nottingham.
- Edward Clinton, 1.º Conde de Lincoln (1512–1585)
- Henry Clinton, segundo conde de Lincoln (1539–1616)
- Thomas Clinton, 3.º conde de Lincoln (1568–1619)
- Theophilus Clinton, 4.º Conde de Lincoln (1600–1667)
- Edward Clinton, 5.º Conde de Lincoln (1645–1692)
- Francis Clinton, 6.º Conde de Lincoln (1635–1693)
- Henry Clinton, 7.º Conde de Lincoln (1684–1728)
- George Clinton, 8.º Conde de Lincoln (1718–1730)
- Henry Fiennes Pelham-Clinton, 2.º Duque de Newcastle-under-Lyne, 9.º Conde de Lincoln (1720–1794), sucedeu como 2.º Duque de Newcastle-under-Lyne em 1768
- Thomas Pelham-Clinton, 3.º Duque de Newcastle, 10.º Conde de Lincoln (1752–1795)
- Henry Pelham Fiennes Pelham-Clinton, 4.º Duque de Newcastle, 11.º Conde de Lincoln (1785–1851)
- Henry Pelham Pelham-Clinton, 5.º Duque de Newcastle, 12.º Conde de Lincoln (1811–1864)
- Henry Pelham Alexander Pelham-Clinton, 6.º Duque de Newcastle, 13.º Conde de Lincoln (1834–1879)
- Henry Pelham Archibald Douglas Pelham-Clinton, 7.º Duque de Newcastle, 14.º Conde de Lincoln (1864–1928)
- Henry Francis Hope Pelham-Clinton-Hope, 8.º Duque de Newcastle, 15.º Conde de Lincoln (1866–1941)
- Henry Edward Hugh Pelham-Clinton-Hope, 9.º Duque de Newcastle, 16.º Conde de Lincoln (1907–1988)
- Edward Charles Pelham-Clinton, 10.º Duque de Newcastle, 17.º Conde de Lincoln (1920–1988), solteiro, o ducado foi extinto; no entanto, o condado de Lincoln foi transferido para seu décimo primo na Austrália
- Edward Horace Fiennes-Clinton, 18.º conde de Lincoln (1913–2001), sucedeu seu décimo primo, o 10.º e último duque de Newcastle, como 18.º conde
- Robert Edward Fiennes-Clinton, 19.º Conde de Lincoln (nascido em 19 de junho de 1972)

## Par atual

Assumiu armas de Fynes-Clinton, aquartelando 1. & 4. Clinton com 2. & 3. Fiennes

O filho mais velho de Edward Gordon Fiennes-Clinton (1943–1999), mais tarde denominado Lorde Fynes, e sua esposa Julia Eleanor Howson, Robert Edward Fiennes-Clinton (nascido em 19 de junho de 1972) sucedeu seu avô no título de família ( cr. 1572 ) em 7 de julho de 2001, tornando-se o 19º Conde de Lincoln. Sua mãe, filha mais velha de William Thomas Howson e sobrinha-neta da artista Joan Howson, e seu pai se separaram em 28 de agosto de 1989.
Educado na Pinjarra High School, Lord Lincoln foi eleito membro da Sociedade Zoológica de Londres em 2013 e é membro honorário da WACA. Residente em Warnbro desde 2003,  agora vive em Parmelia, Austrália Ocidental. 
O herdeiro presuntivo do título é o irmão mais novo de Lorde Lincoln, o hon. William Roy Fiennes-Clinton (nascido em 1980), que em 1996 assumiu o nome de William James Howson pela licença do governo da Austrália Ocidental.  O herdeiro em linha é seu filho Jordan Ryder Howson (nascido em 2004).